# باشگاه فوتبال کارتاخنا
باشگاه فوتبال کارتاخنا یک باشگاه فوتبال اسپانیایی حاضر در سگوندا دیویسیون است که در کارتاخنا، در ایالت خودمختار مورسیا مستقر است.

## تاریخچه
کارتاخنا در ۲۵ ژوئیه ۱۹۹۵ در محل باشگاه دپورتیوو بالسیکاس تأسیس شد. باشگاه نام خود را به باشگاه فوتبال کارتاگنا تغییر داد و لوئیس الیور ریاست را بر عهده گرفت و دوران تصدی خود را با غوطه ور شدن باشگاه در مشکلات اقتصادی و نزدیک به سقوط آغاز کرد. پس از کمپین ۲۰۰۲–۲۰۰۳ توسط کارآفرین محلی فرانسیسکو گومز از تا شدن نجات یافت، خود را در سطح سوم تثبیت کرد و به ارتقای دیگری دست یافت.
کارتاخنا در پایان فصل ۲۰۱۱–۲۰۱۲ از دسته دوم سقوط کرد. در ماه مه ۲۰۱۵، گل دیرهنگام کارلوس مارتینز با پیروزی در بازی پلی‌آف بر اساس قانون گل‌های خارج از خانه مقابل باشگاه فوتبال لاس پالماس اتلتیکو، باشگاه را از سقوط بیشتر نجات داد.
در ۱۹ ژوئیه ۲۰۲۰، کارتاخنا پس از ۸ سال غیبت به سگوندا دیویسیون ارتقا یافت.